# Tělovýchovná jednota Sparta ČKD Praha 1983-1984
Questa voce raccoglie le informazioni riguardanti il Tělovýchovná jednota Sparta ČKD Praha nelle competizioni ufficiali della stagione 1983-1984.

## Stagione
In questa stagione i praghesi centrano la doppietta campionato-coppa, vincendo per pochi punti su Dukla e Bohemians Praga il torneo nazionale e battendo per 4-2 l'Inter Bratislava nella finale della Coppa cecoslovacca.
In Coppa UEFA lo Sparta elimina il Real Madrid ai trentaduesimi (4-3) ed in seguito estromette anche Widzew Łódź (1-3) e Watford (2-7) raggiungendo i quarti di finale: contro l'Hajduk lo Sparta vince a Praga ma perde 0-2 a Spalato dopo i tempi supplementari.

## Calciomercato
Rispetto all'organico della stagione precedente si registrano solo nuovi innesti: i portieri Jaroslav Olejár (dal Slavoj Trebišov) e Jan Stejskal (dal Zbrojovka Brno) e il centrocampista Vlastimil Calta, proveniente dal Teplice.

## Organico

### Rosa
| N. |                           | Ruolo | Calciatore       |
| -- | ------------------------- | ----- | ---------------- |
|    | Cecoslovacchia (bandiera) | P     | Andre Houška     |
|    | Cecoslovacchia (bandiera) | P     | Jaroslav Olejár  |
|    | Cecoslovacchia (bandiera) | P     | Jan Stejskal     |
|    | Cecoslovacchia (bandiera) | D     | Miloš Beznoska   |
|    | Cecoslovacchia (bandiera) | D     | Jiří Kabyl       |
|    | Cecoslovacchia (bandiera) | D     | Július Bielik    |
|    | Cecoslovacchia (bandiera) | D     | Zdeněk Ščasný    |
|    | Cecoslovacchia (bandiera) | D     | František Straka |
|    | Cecoslovacchia (bandiera) | C     | Vlastimil Calta  |
|    | Cecoslovacchia (bandiera) | C     | Jan Berger       |

| N. |                           | Ruolo | Calciatore         |
| -- | ------------------------- | ----- | ------------------ |
|    | Cecoslovacchia (bandiera) | C     | Jozef Chovanec     |
|    | Cecoslovacchia (bandiera) | C     | Daniel Drahokoupil |
|    | Cecoslovacchia (bandiera) | C     | Ivan Hašek         |
|    | Cecoslovacchia (bandiera) | C     | Josef Jarolím      |
|    | Cecoslovacchia (bandiera) | C     | Vítězslav Lavička  |
|    | Cecoslovacchia (bandiera) | A     | Miroslav Denk      |
|    | Cecoslovacchia (bandiera) | A     | Zdeněk Procházka   |
|    | Cecoslovacchia (bandiera) | A     | Tomáš Skuhravý     |
|    | Cecoslovacchia (bandiera) | A     | Stanislav Griga    |

### Staff tecnico
- Allenatore: Václav Ježek
- Vice allenatore: Vladimír Táborský